# 巴港 (緬因州普查規定居民點)
巴港（英語：Bar Harbor）是位於美國緬因州漢考克縣的一個普查規定居民點。

## 人口
根據2020年美國人口普查的數據，巴港的面積為8.22平方千米，當中陸地面積為8.22平方千米，而水域面積為0.00平方千米。當地共有人口2260人，而人口密度為每平方千米274.94人。